# Oekraïense parlementsverkiezingen 2007
In Oekraïne werden op 30 september 2007 parlementsverkiezingen gehouden.
De verkiezingen werden uitgeschreven na maanden van politieke strijd tussen de rivalen president Viktor Joesjtsjenko en premier Viktor Janoekovytsj. Volgens Joesjtsjenko was de ontbinding van het parlement noodzakelijk om te voorkomen dat Janoekovytsj nog meer macht naar zich toe zou trekken. In eerste instantie trokken Janoekovytsj en de aan hem gelieerde parlementariërs zich niets aan van de beslissing van Joesjtsjenko, omdat deze ongrondwettelijk zou zijn. Janoekovytsj zei na overleg met Joesjtsjenko dat het houden van democratische en eerlijke verkiezingen de enige manier was om de crisis op te lossen.
Uit alle peilingen bleek dat de russofiele partij van Janoekovytsj populairder was onder de Oekraïners dan de meer prowesterse partij van Joesjtsjenko. Die laatste noemde het houden van vervroegde verkiezingen niettemin de oplossing "waarop het land heeft gewacht".
De verkiezingen werden weliswaar gewonnen door de pro-Russische Viktor Janoekovytsj, maar de bondgenoten van Oranjerevolutie van 2004, bestaande uit Ons Oekraïne van Joesjtsjenko en Blok Joelija Tymosjenko van Joelija Tymosjenko, wonnen gezamenlijk een meerderheid in het parlement en vormden een nieuwe regering. President Viktor Joesjtsjenko verloor echter het vertrouwen in dit kabinet en schreef in september 2008 nieuwe verkiezingen uit. Premier Joelija Tymosjenko bood haar ontslag niet aan en de-facto bleef het kabinet dus in functie. Op 16 december 2008 werd er een nieuwe regering gevormd door Blok Tymosjenko, Ons Oekraïne en het kleinere Blok Lytvyn.

## Uitslagen

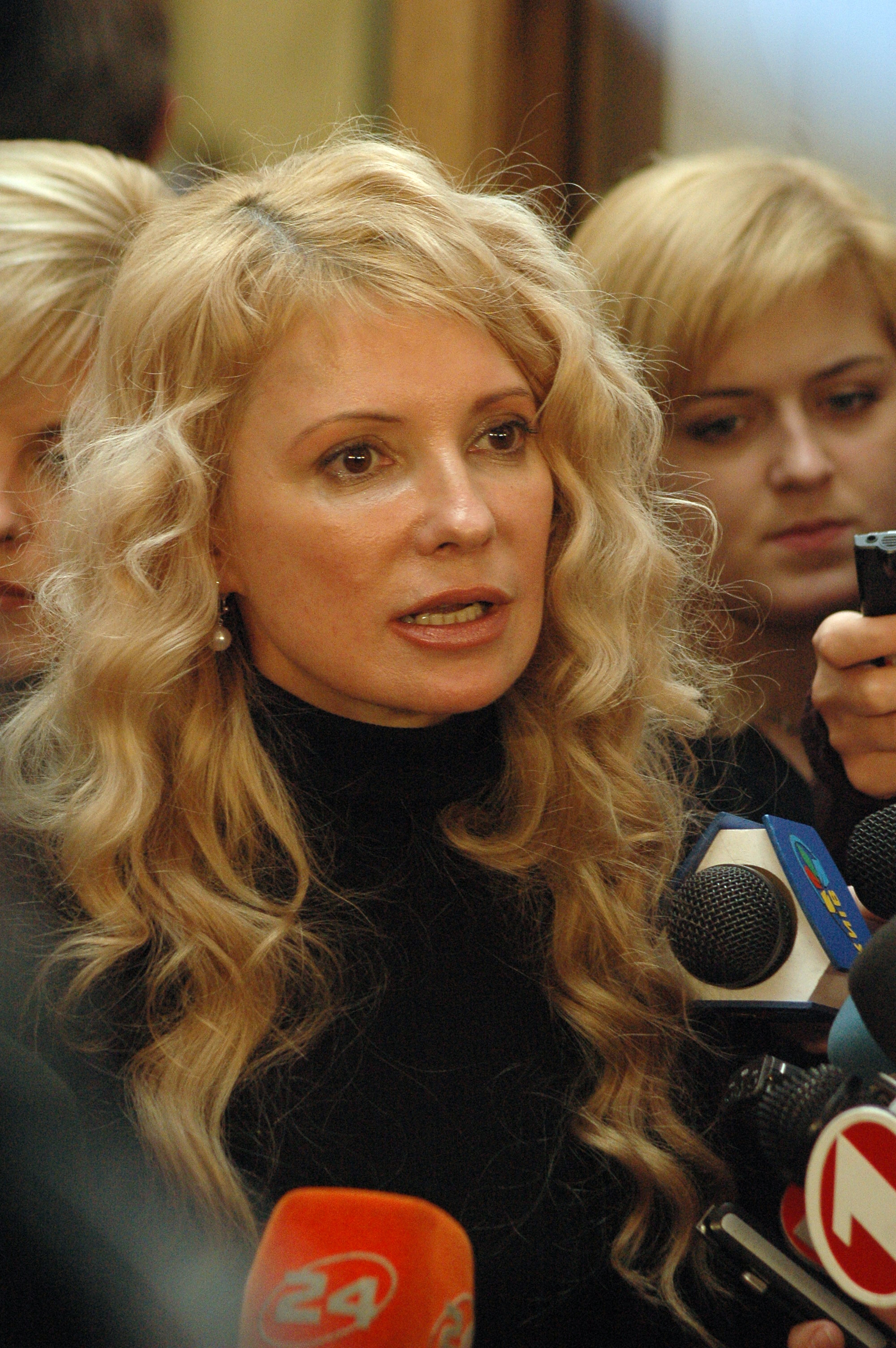
Joelija Tymosjenko
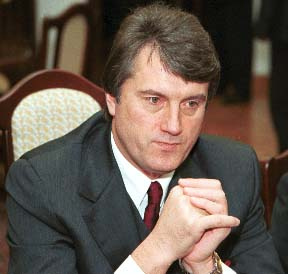
Viktor Joesjtsjenko

## Fotogalerij

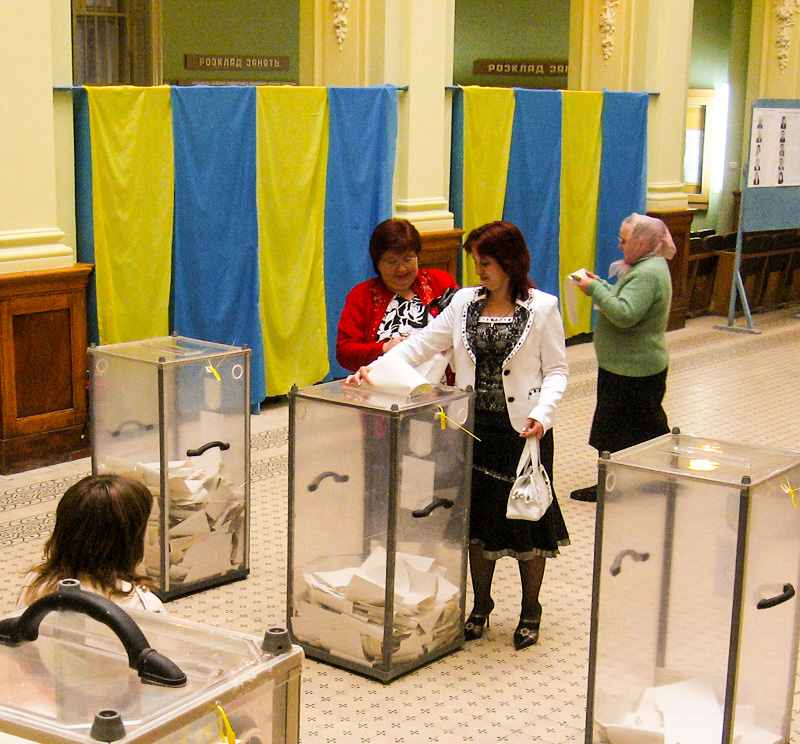
Stemlokaal
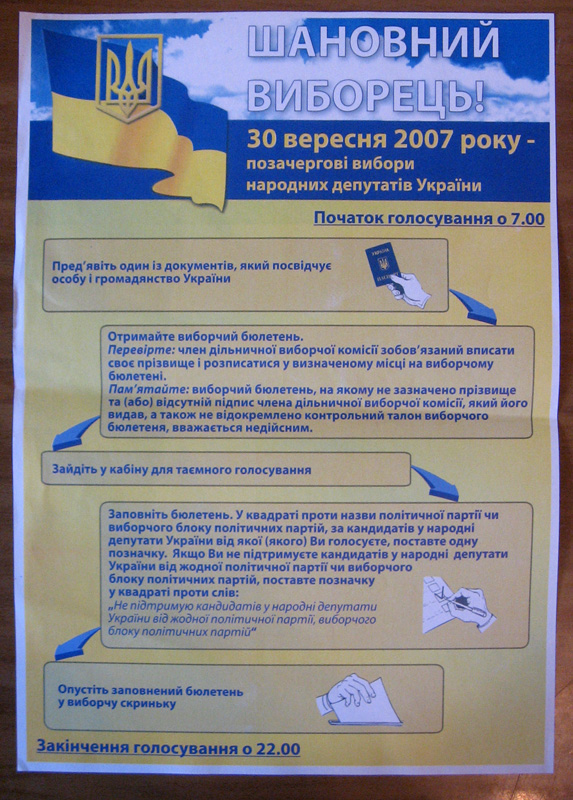
Instructies om te mogen stemmen
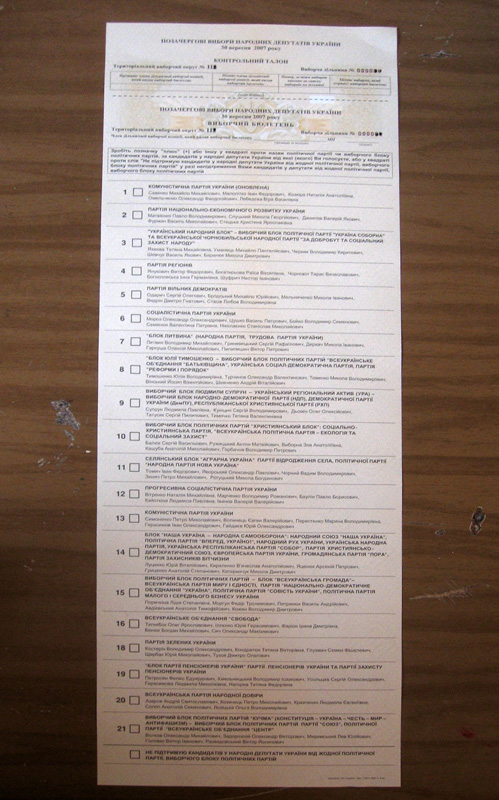
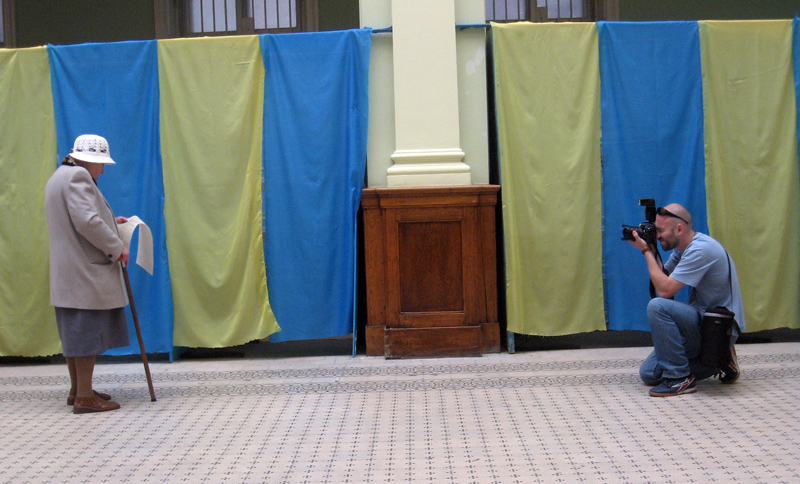
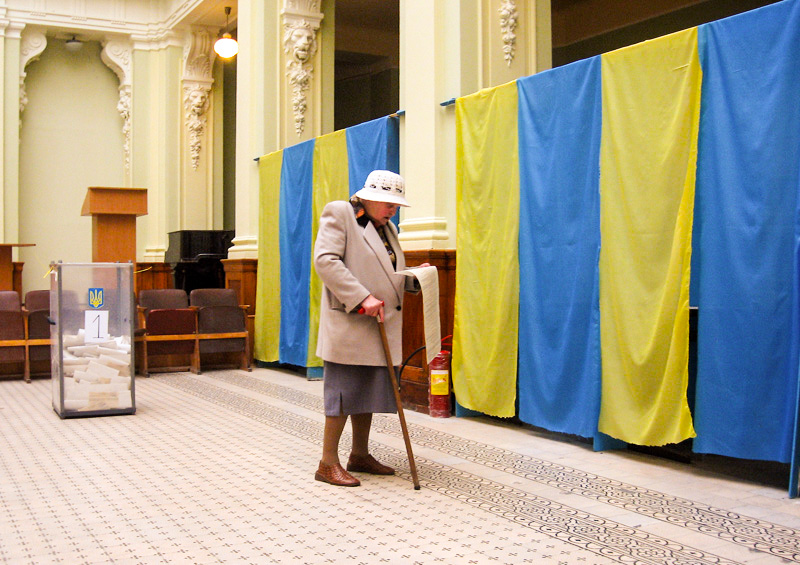
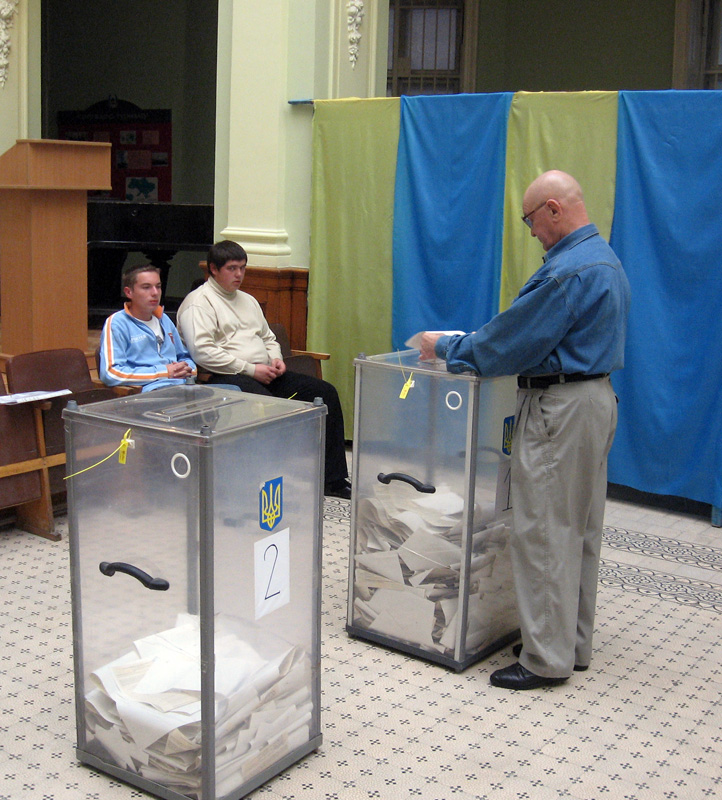
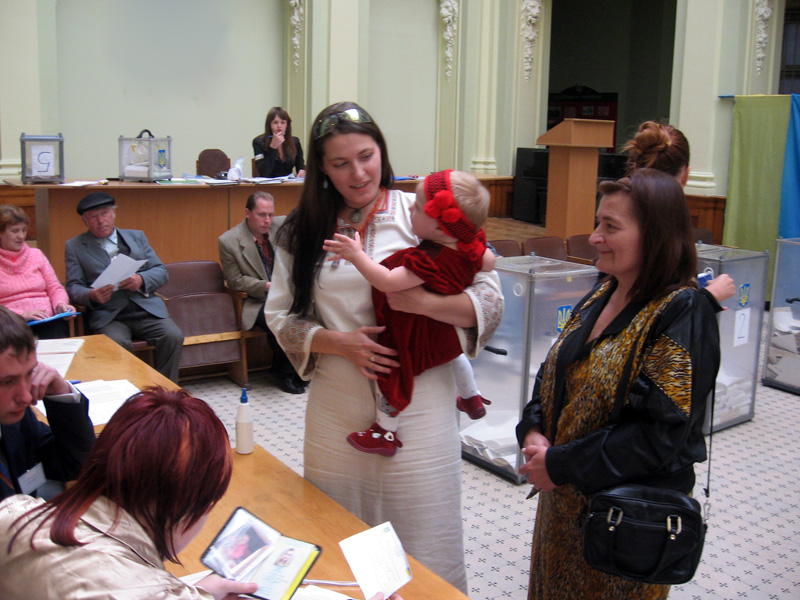
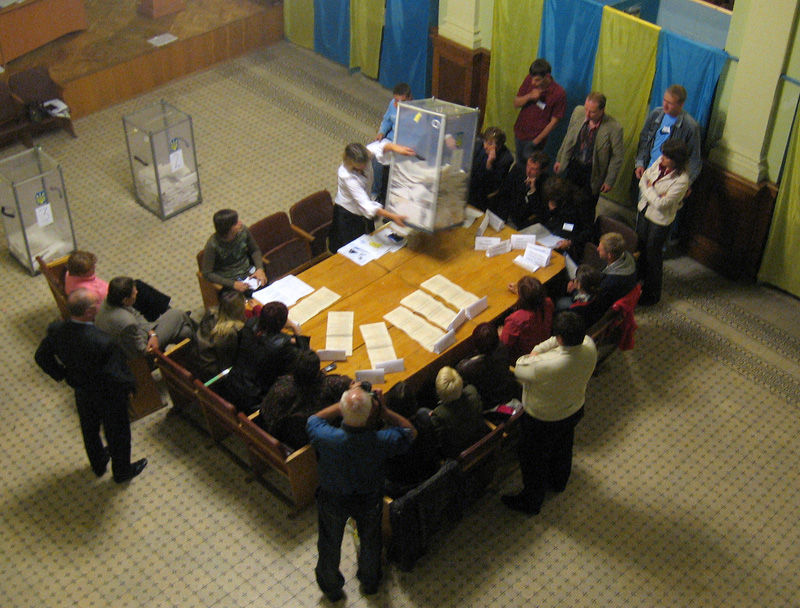